# NHL 2K6
NHL 2K6 är ett ishockeyspel utvecklat av Kush Games och Visual Concepts, och utgivet av  2K Sports till Xbox, Playstation 2 och Xbox 360. Spelomslaget pryds av Marty Turco i USA, och Mats Sundin i Kanada.

## Musik
- "Get Busy" - Dixie Witch
- "The Wheel" - Dixie Witch
- "Goin' South" - Dixie Witch
- "Thunderfoot" - Dixie Witch
- "Throwin' Shapes" - Dixie Witch
- "Mississippi King" - Five Horse Johnson
- "Cherry Red" - Five Horse Johnson
- "King of Mean" - Halfway To Gone
- "King Snake" - Halfway To Gone
- "Think Out Loud" - Hurry Up Offense
- "Fortune Zero Company" By: Hurry Up Offense
- "Me Vs" - Hurry Up Offense
- "Nothing Special" - Jet Black Summer

"Notes To Capsules" - Jet Black Summer
- "Frauline" - Jet Black Summer
- "O'Salvation" - Jet By Day
- "Done Dressing Up" - Jet By Day
- "Push the River" - Novadriver
- "Bury Mee Alive" - Novadriver
- "Legally Tender" - Panthers
- "My Commodities Have Been Fetishized" - Panthers
- "Western Avenue" - Plane
- "Heart & Soul" - Plane
- "Please Save My Body" - Plane
- "Rope" - Plane
- "Junk" - Planeside
- "Chrome Stilettos" - Planeside
- "Overneath" - Planeside
- "Tulips" - Planeside
- "Hello Lamewads" - Roper
- "Amplify" - Roper
- "Quicksilver" - Roper
- "Say Sayonara" - Roper
- "1985" - Roper
- "Chemical Lady" - Sasquatch
- "Roller" - Sasquatch
- "Dragonfly" - Sasquatch
- "Money Man" - Sasquatch
- "Cracks In the Pavement" - Sasquatch
- "Banishment of Love" - The M's
- "Break Our Bones" - The M's
- "2x2" - The M's
- "Riverside" - The M's
- "Maggie" - The M's

"Hold the Sound" - The Thermals
- "Sucker Punch" - Throttlerod
- "Whistlin' Dixie" - Throttlerod
- "On the Mountain" - Throttlerod
- "Marigold" - Throttlerod
- "Positron" - Trans Am
- "Play In the Summer" - Trans Am*
- "Positive People" - Trans Am
- "Music For Dogs" - Trans Am
- "Thrill Jockey" - Trans Am

### Fotnoter
1. ↑  Erik Hansson (16 augusti 2005). ”NHL 2K6 med Sundin för under $20”. Level 7. Arkiverad från originalet den 21 maj 2014. https://web.archive.org/web/20140521153104/http://level7.nu/pages/Nhl2k6MedSundinForUnder20. Läst 21 maj 2014.